# Makarabbi, Hadagalli
Makarabbi là một làng thuộc tehsil Hadagalli, huyện Bellary, bang Karnataka, Ấn Độ.